# Ptilocaulis
Ptilocaulis is een geslacht van sponsdieren uit de klasse van de Demospongiae (gewone sponzen).

## Soorten
- Ptilocaulis arbora (Sim, Kim & Byeon, 1990)
- Ptilocaulis aulopora (Schmidt, 1870)
- Ptilocaulis bistyla (Hechtel, 1983)
- Ptilocaulis braziliensis (Hechtel, 1983)
- Ptilocaulis digitatus Topsent, 1928
- Ptilocaulis echidnaeus (Lamarck, 1814)
- Ptilocaulis fosteri (Hechtel, 1983)
- Ptilocaulis marquezii (Duchassaing & Michelotti, 1864)
- Ptilocaulis spiculifer (Lamarck, 1814)
- Ptilocaulis trachys (de Laubenfels, 1954)
- Ptilocaulis walpersii (Duchassaing & Michelotti, 1864)